# Wojciech Rojowski

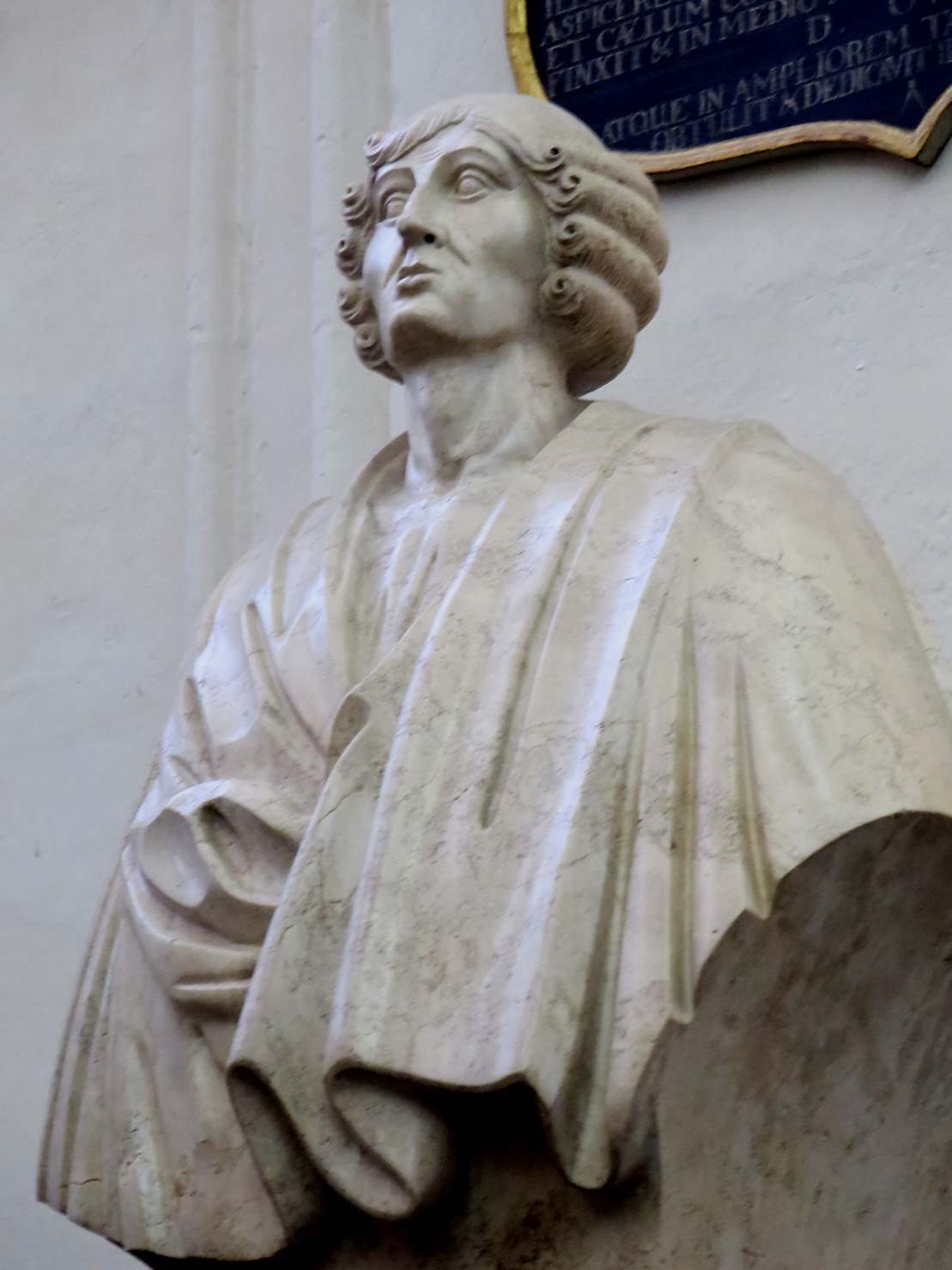
Tượng bán thân Nicolaus Copernicus tại Nhà thờ chính tòa Thánh Gioan,Toruń (1766)

Wojciech Rojowski (mất năm 1778) là một nhà điêu khắc đá và điêu khắc gỗ người Ba Lan. Thông tin về cuộc đời của Wojciech Rojowski rất ít ỏi. Ông có lẽ từng sở hữu một xưởng điêu khắc ở Kraków. Wojciech Rojowski chủ yếu sáng tạo các tác phẩm điêu khắc và nhận công việc trang trí nội thất của các nhà thờ ở Kraków. Ông thường tạo ra các tác phẩm bằng vữa xtucô và gỗ theo phong cách kiến trúc Rococo. Các tác phẩm của Wojciech Rojowski có nét đặc trưng là rất phong phú về mặt trang trí. Năm 1750, ông hoàn thành việc trang trí bằng vữa xtucô cho bàn thờ Thánh John thành Nepomuk trong Nhà thờ Phao-lô Na Skałce (Trên Đá). Trong giai đoạn 1758-1766, Wojciech Rojowski thực hiện trang trí nội thất của Nhà thờ Bernardine ở Lviv. Ngoài ra, ông còn là tác giả của một số công trình trong Nhà thờ Dòng Cát Minh (một tu viện nhà thờ ở Bielany) và Nhà thờ Mộ Thánh ở Miechów. Wojciech Rojowski cũng đảm nhận trang trí nhà nguyện của Giám mục Andrzej Stanisław Załuski trong khuôn viên của Nhà thờ chính tòa Wawel, với việc chạm khắc một bức tượng của giám mục. Ông còn được đặt tạc tượng đài Copernicus (1766) cho Tòa thị chính Toruń (tiền thân của Tượng đài Nicolaus Copernicus ở Toruń sau này).